# The Black Pirate
El Pirata Negro (título original: The Black Pirate) es una película de aventuras estadounidense de 1926 sobre un aventurero y una "compañía" de piratas, protagonizada por Douglas Fairbanks, Donald Crisp, Sam De Grasse y Billie Dove.
En 1993, la película fue considerada «cultural, histórica y estéticamente significativa» por la Biblioteca del Congreso de Estados Unidos y seleccionada para su preservación en el National Film Registry.

## Argumento
La película empieza con el saqueo de un barco por los piratas y su posterior hundimiento. Mientras los piratas celebran su botin, dos supervivientes llegan a una isla, un hombre viejo y su hijo. Antes de morir, el hombre más viejo da su sello a su hijo (Douglas Fairbanks). Su hijo le entierra, jurando venganza.
El Capitán Pirata y el lugarteniente van al otro lado de la misma isla con el taimado plan de asesinar a los otros piratas, ya que: "los hombres Muertos no dicen ningún cuento." Pero el hijo aparece como el "Pirata Negro", quién ofrece ser mejor patrón. El Pirata Negro mata al Capitán Pirata, ocupando su puesto, pero el Lugarteniente desconfía y le propone abordar el siguiente barco que pase.
Cuándo una mujer es descubierta a bordo, el Lugarteniente Pirata la reclama, pero el Pirata Negro les dice que es una princesa y que obtendrán un cuantioso rescate si la dejan "limpia e ilesa".

## Reparto
- Douglas Fairbanks - El Duque de Arnoldo/El Pirata Negro
- Billie Dove - Princesa Isobel
- Anders Randolf - Capitán Pirata
- Donald Crisp - MacTavish
- Tempe Pigott - Duenna
- Sam De Grasse - Lugarteniente Pirata
- Charles Stevens - Hombre de Polvo
- Charles Belcher - pasajero
- E. J. Ratcliffe - el Gobernador